# Diathoneura iheringi
Diathoneura iheringi är en tvåvingeart som först beskrevs av Frota-pessoa 1947.  Diathoneura iheringi ingår i släktet Diathoneura och familjen daggflugor. Inga underarter finns listade i Catalogue of Life.